# NGC 796
NGC 796 ist ein offener Sternhaufen im Sternbild Hydrus. Der am 18. September 1836 von John Herschel entdeckte Sternhaufen wird der Kleinen Magellanschen Wolke zugeordnet.